# Кривотин
Кривоти́н (укр. Кривотин) — село на Украине, основано в 1687 году, находится в Емильчинском районе Житомирской области.
Код КОАТУУ — 1821783201. Население по переписи 2001 года составляет 319 человек. Почтовый индекс — 11213. Телефонный код — 4149. Занимает площадь 1,03 км².

## Адрес местного совета
11213, Житомирская область, Емильчинский р-н, с.Кривотин